# HotNewHipHop
HotNewHipHop (HNHH) est une publication en ligne qui couvre l'actualité quotidienne du hip-hop et de la culture pop, y compris le streetwear, le sport et les sneakers. Outre son contenu éditorial, HotNewHipHop produit également les séries vidéo How to Roll, On The Come Up,, In My Bag, et Snack Review. Le site a été nommé à plusieurs reprises aux BET Hip Hop Awards dans la catégorie "Meilleure plateforme hip-hop",,.
Le site est connu pour avoir couvert les carrières de nombreux artistes, dont Post Malone, Tyga, The Weeknd et Wiz Khalifa.

## Histoire
HotNewHipHop.com a été lancé en 2007 par un arménien du Liban basé à Montréal Saro Derbedrossian, également connu sous le nom de Saro D, aux côtés de DJ Rockstar. Bien que fondé au Canada, HNHH couvre l'ensemble de la culture hip-hop et ne se concentre pas uniquement sur le hip-hop canadien comme HipHopCanada.
Le site a commencé comme une simple page web que les utilisateurs visitaient pour écouter les nouvelles chansons hip-hop publiées quotidiennement. Depuis, il s'est développé pour inclure également des publications en ligne et des articles de blogs sur l'industrie du hip-hop.
HotNewHipHop a également travaillé avec Sprite sur une série de vidéos intitulée Thirst for Yours en 2019.
HotNewHipHop.com emploie une vingtaine de personnes réparties entre ses sites de Montréal, Toronto, New York et Los Angeles. Il compte environ 12 millions de visiteurs uniques mensuels, dont la plupart viennent des États-Unis et du Canada.
Au fil des ans, HotNewHipHop a été nommé à plusieurs reprises aux BET Hip Hop Awards en tant que Meilleur site hip-hop en ligne, et Meilleure plateforme hip-hop,.